# Winanda Spoor
Winanda Spoor, née le 27 janvier 1991 à Rijswijk, est une coureuse cycliste néerlandaise. Elle est spécialiste de la piste.

## Biographie
Elle habite à Apeldoorn. Elle étudie l'économie et obtient son diplôme fin 2015.
Au Boels Ladies Tour, elle s'échappe sur plusieurs étapes et remporte le classement des sprints.

## Palmarès sur route
- 2007
  -  Championne des Pays-Bas du contre-la-montre cadettes
- 2008
  -  Championne des Pays-Bas sur route juniors
- 2011
  - Knokke-Heist-Bredene
- 2014
  - 4e étape du Tour de Feminin - O cenu Ceskeho Svycarska

### Classements mondiaux
| Année          | 2011 | 2012 | 2013 | 2014 | 2015 | 2016 | 2017 |
| Classement UCI | 92e  | -    | -    | 329e | 578e | 501e | 435e |

## Palmarès sur piste

### Championnats du monde juniors
- Moscou 2009 (juniors)
  -  Médaillée de bronze de la poursuite par équipes juniors (avec Amy Pieters et Lotte van Hoek)

### Championnats nationaux
- 2008
  - 2e de la poursuite juniors
- 2009
  - 3e de l'américaine (avec Lotte van Hoek)
- 2010
  -  Championne des Pays-Bas du scratch
  - 3e de l'américaine (avec Nina Kessler)
- 2011
  - 3e de l'américaine (avec Vera Koedooder)
- 2013
  -  Championne des Pays-Bas de l'Omnium (février)
  - 2e de l'omnium (octobre)
  - 2e de l'américaine (avec Kirsten Wild)
  - 3e de la poursuite
- 2014
  -  Championne des Pays-Bas du scratch
  - 3e de l'omnium
  - 3e de l'américaine (avec Sigrid Jochems)
  - 3e de la poursuite
- 2015
  -  Championne des Pays-Bas de poursuite par équipes
- 2016
  -  Championne des Pays-Bas de poursuite par équipes